# Copa Itália de Voleibol Masculino de 2021–22
A Copa Itália de Voleibol Masculino de 2021–22 foi a 44.ª edição desta competição organizada pela Lega Pallavolo Serie A, consórcio de clubes filiado à Federação Italiana de Voleibol (FIPAV) que ocorreu de 16 de janeiro a 6 de março.
O Sir Safety Perugia conquistou o terceiro título da competição ao derrotar na final o Trentino Volley por 3 sets a 1. O ponteiro polonês Wilfredo León, que marcou 23 pontos na partida final, foi eleito o melhor jogador da competição.

## Regulamento
Participaram do torneio as oito melhores equipes do primeiro turno do Campeonato Italiano de 2021–22. O torneio foi divido em quartas de finais, semifinais e final, com as partidas das quartas de finais sendo realizadas com mando de quadra da equipe melhor classificada no campeonato italiano.

## Equipes participantes
| - Lube Macerata - Modena Volley - Pallavolo Padova - Powervolley Milano | - Sir Safety Perugia - Trentino Volley - Volley Milano - You Energy |

## Resultados

### Chaveamento
|  | Quartas de finais  | Quartas de finais  |                    |   | Semifinais | Semifinais |  |  | Final | Final |
|  |                    |                    |                    |   |            |            |  |  |       |       |
|  |                    |                    |                    |   |            |            |  |  |       |       |
|  |                    |                    |                    |   |            |            |  |  |       |       |
|  | Sir Safety Perugia | 3                  |                    |   |            |            |  |  |       |       |
|  | Sir Safety Perugia | 3                  |                    |   |            |            |  |  |       |       |
|  | Pallavolo Padova   | 0                  |                    |   |            |            |  |  |       |       |
|  | Pallavolo Padova   | 0                  | Sir Safety Perugia | 3 |            |            |  |  |       |       |
|  |                    |                    | Sir Safety Perugia | 3 |            |            |  |  |       |       |
|  |                    | You Energy         | 1                  |   |            |            |  |  |       |       |
|  | Modena Volley      | You Energy         | 1                  | 1 |            |            |  |  |       |       |
|  | Modena Volley      |                    |                    | 1 |            |            |  |  |       |       |
|  | You Energy         | 3                  |                    |   |            |            |  |  |       |       |
|  | You Energy         | 3                  | Sir Safety Perugia | 3 |            |            |  |  |       |       |
|  |                    |                    | Sir Safety Perugia | 3 |            |            |  |  |       |       |
|  |                    | Trentino Volley    | 1                  |   |            |            |  |  |       |       |
|  | Trentino Volley    | Trentino Volley    | 1                  | 3 |            |            |  |  |       |       |
|  | Trentino Volley    |                    |                    | 3 |            |            |  |  |       |       |
|  | Volley Milano      | 0                  |                    |   |            |            |  |  |       |       |
|  | Volley Milano      | 0                  | Trentino Volley    | 3 |            |            |  |  |       |       |
|  |                    |                    | Trentino Volley    | 3 |            |            |  |  |       |       |
|  |                    | Powervolley Milano | 0                  |   |            |            |  |  |       |       |
|  | Lube Macerata      | Powervolley Milano | 0                  | 1 |            |            |  |  |       |       |
|  | Lube Macerata      |                    |                    | 1 |            |            |  |  |       |       |
|  | Powervolley Milano | 3                  |                    |   |            |            |  |  |       |       |
|  | Powervolley Milano | 3                  |                    |   |            |            |  |  |       |       |

### Quartas de finais
| Data   | Hora  |                    | Placar |                    | Set 1 | Set 2 | Set 3 | Set 4 | Set 5 | Total | Relatório |
| ------ | ----- | ------------------ | ------ | ------------------ | ----- | ----- | ----- | ----- | ----- | ----- | --------- |
| 16 jan | 18:00 | Modena Volley      | 1–3    | You Energy         | 20–25 | 25–22 | 21–25 | 24–26 |       | 90–98 | Relatório |
| 16 jan | 18:00 | Trentino Volley    | 3–0    | Volley Milano      | 25–16 | 25–13 | 25–21 |       |       | 75–50 | Relatório |
| 16 jan | 18:00 | Lube Macerata      | 1–3    | Powervolley Milano | 22–25 | 25–19 | 20–25 | 27–29 |       | 94–98 | Relatório |
| 19 jan | 20:30 | Sir Safety Perugia | 3–0    | Pallavolo Padova   | 25–15 | 25–23 | 25–21 |       |       | 75–59 | Relatório |

### Semifinais
| Data  | Hora  |                    | Placar |                    | Set 1 | Set 2 | Set 3 | Set 4 | Set 5 | Total | Relatório |
| ----- | ----- | ------------------ | ------ | ------------------ | ----- | ----- | ----- | ----- | ----- | ----- | --------- |
| 5 mar | 15:15 | Sir Safety Perugia | 3–1    | You Energy         | 25–22 | 23–25 | 25–23 | 25–18 |       | 98–88 | Relatório |
| 5 mar | 17:45 | Trentino Volley    | 3–0    | Powervolley Milano | 25–14 | 25–20 | 25–20 |       |       | 75–54 | Relatório |

### Final
| Data  | Hora  |                    | Placar |                 | Set 1 | Set 2 | Set 3 | Set 4 | Set 5 | Total | Relatório |
| ----- | ----- | ------------------ | ------ | --------------- | ----- | ----- | ----- | ----- | ----- | ----- | --------- |
| 6 mar | 15:00 | Sir Safety Perugia | 3–1    | Trentino Volley | 25–17 | 25–17 | 23–25 | 25–23 |       | 98–82 | Relatório |

## Premiação
| Copa Itália de 2021–22                  |
| Úmbria                                  |
| --------------------------------------- |
| Sir Safety Perugia Campeão (3.° título) |